# Sophie McKenzie
Sophie McKenzie (Londres) es una escritora británica de literatura juvenil. Muchas de sus novelas han ganado premios, siendo la más popular Girl, Missing. Otros incluyen Blood Ties y The Set Up entre sus novelas más populares. McKenzie es escritora a tiempo completo y vive en Londres. Sus libros han sido publicados principalmente por Simon & Schuster.

## Trayectoria
McKenzie se crio en Londres, y trabajó como periodista al terminar sus estudios universitarios. En 2003 realizó un curso sobre escritura destinada a niños en el City Literary Institute en Londres. Terminó su primera novela, Girl, Missing a principios de 2005, y fue publicada por Simon & Schuster Children's Books en 2006. Ninguno de sus libros está traducido al castellano.

## Novelas

### Ficción juvenil
- Acting Friends (precuela)
- Falling Fast
- Burning Bright
- Casting Shadows
- Defy The Stars
- The Black Sheep

#### Second Series
- Split Second
- Every Second Counts

#### Trilogía Missing
- Girl, Missing
- Sister, Missing
- Missing Me

#### The Medusa Project
- The Set-Up
- The Hostage
- The Thief (World Book Day Special)
- The Rescue
- Hunted
- Double Crossed
- Hit Squad

#### Blood Ties
- Blood Ties
- Blood Ransom

#### All About Eve
- Six Steps To A Girl
- Three's A Crowd
- The One & Only

### Novelas policíacas
- Trust In Me
- Close My Eyes (2013)[1]

### Otras obras de ficción
- The Fix
- Time Train To The Blitz
- Arthur's Sword

## Premios

### Trilogía Girl, Missing

#### Girl, Missing
- Ganadora del Richard and Judy Best Kids’ Books 2007 12+
- Ganadora del RHCBA 2007 12+
- Ganadora del John Lewis Solihull Book Award 2008
- Ganadora del Sakura Medal Award otorgado por la International School Libraries of Japan de 2008

#### Missing Me
- Ganadora del Ealing Readers Award 2013

### Saga Blood Ties

#### Blood Ties
- Ganadora del Red House Children's Book Award 2009
- Ganadora del North East Teenage Book Award 2010
- Ganadora del Southern Schools Book Award 2010
- Ganadora del Warwickshire Book Award 2010
- Ganadora del RED Book Award 2010
- Ganadora del Magical Awarad 2020